# Heard 'Em Say
«Heard 'Em Say» es una canción escrita y producida por el hip hopero estadounidense Kanye West para su segundo álbum, Late Registration. Está coescrita por Michael Masser, Gerry Goffin y Adam Levine de Maroon 5 (quien interpreta los coros de la canción) y está coproducida por Jon Brion. El contenido tiene un extracto de "Someone That I Used to Love" de Natalie Cole, escrita por Michael Masser y Gerry Goffin. Fue lanzado en 2005, como el tercer sencillo del álbum.
La canción fue muy popular en el Reino Unido alcanzando el #22 en los UK Singles Chart superando todas sus expectativas. Muchos atribuyen esto a que el sencillo anterior de West, Gold Digger (con Jamie Foxx), tuvo mucha rotación en los Top 40.[cita requerida] En suma, de acuerdo a la compañía The Official UK Charts Company, «Heard 'Em Say» ha vendido alrededor de 60 mil copias en el Reino Unido.
Inicialmente, se había fijado como tema las fiestas navideñas para el vídeo de "Heard 'Em Say". Grabado en la tienda Macy's de Nueva York, dirigido por Michel Gondry. Cuenta con Adam Levine como guardia de la tienda, Kanye West como el guardián de tres niños pequeños y Jon Brion como un hombre que toca un piano de juguete. Poco antes de que el vídeo original se estrenara, MTV lo retiró de su lista.
Otro video de "Heard 'Em Say" tuvo la premier en Channel 4 del Reino Unido el 12 de noviembre de 2005. Es una animación de Bill Plympton en blanco y negro, entrecortadas con escenas de acción de West y Levine. Los segmentos de la animación muestran a West como un taxista que llega al cielo después de que un muchacho, que estaba en la parte de trasera del automóvil, bota un cigarrillo encendido en un charco de aceite en una gasolinera. West y el niño se convierten en ángeles, pero West vuelve a la tierra, mientras que el niño sigue volando.
La premier original del video se realizó en MTV en los Estados Unidos, el día 9 de diciembre. La canción fue utilizada en un comercial de televisión para Pepsi. 
Los coros y precoros fueron reciclados y utilizados por Adam Levine en la canción "Nothing Lasts Forever" del disco de Maroon 5 de 2007 It Won't Be Soon Before Long.

## Posicionamiento
| Listas (2005/2006)                   | Posición |
| ------------------------------------ | -------- |
| U.S. Billboard Hot 100               | 26       |
| U.S. Billboard Pop 100               | 34       |
| U.S. Billboard Hot R&B/Hip-Hop Songs | 17       |
| U.S. Billboard Hot Rap Tracks        | 12       |
| Australian Singles Chart             | 27       |
| Finnish Singles Chart                | 10       |
| German Singles Chart                 | 95       |
| Irish Singles Chart                  | 23       |
| New Zealand Singles Chart            | 15       |
| UK Singles Chart                     | 22       |
| Canadian Singles Chart               | 19       |